# Volksgerichtshof

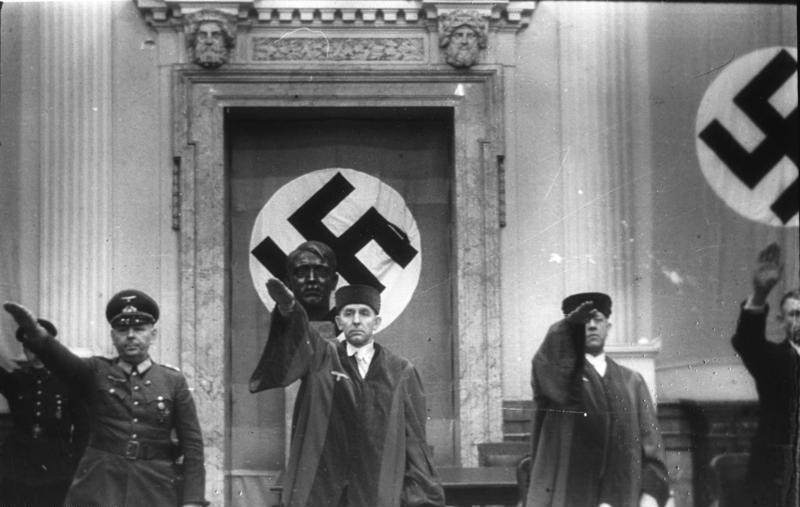
A corte, presidida por Roland Freisler (ao centro).

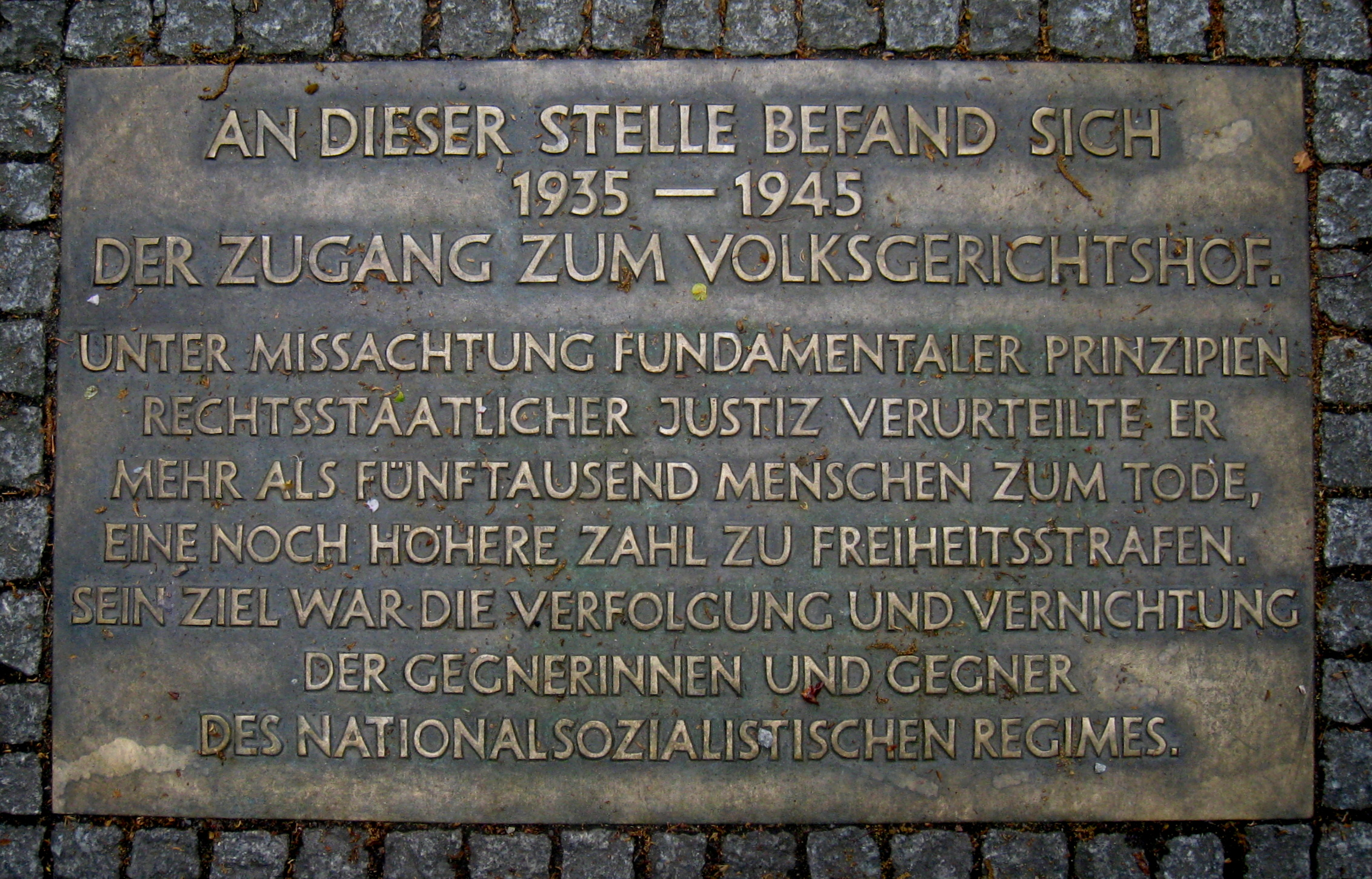
Memorial marcando o local de entrada para o Volksgerichtshof.

Volksgerichtshof (VGH), em alemão "tribunal do povo",  foi uma corte especial de justiça ou, mais precisamente, um tribunal político que esteve ativo na Alemanha entre 1934 e 1945, tendo sido responsável pelo julgamento de acusados de crimes de alta traição e atentado contra a segurança do Estado, praticados pela resistência alemã durante o regime nazista.
Foi instituído por Adolf Hitler, após o episódio do incêndio do Reichstag, em 27 de fevereiro de 1933, que havia sido provocado pelos nazistas para justificar a supressão das liberdades individuais que se seguiu.
O tribunal é tristemente célebre pelo grande número de sentenças de morte (mais de 5000) pronunciadas em seus poucos anos de existência, sobretudo entre 1942 e 1945, sob a presidência do juiz Roland Freisler, cuja atuação é tida como exemplo de desvio da lei (Rechtsbeugung) e submissão da justiça ao terror organizado de Estado, sob o nazismo.